# Andrzej Karweta
Andrzej Karweta (11. juni 1958 – 10. april 2010) var viceadmiral ved den polske flåde og øverstkommanderende fra november 2007.
Han startede med at gøre tjeneste ved den 13. minestryger division i Hel i 1982. I perioden 1992-1996 var han stabschef ved 2. kommando.
I 2002 blev han næstkommanderende for Underwater Warfare-divisionen i Supreme Allied Command Atlantic (SACLANT), og var en polsk repræsentant ved SACLANTs hovedkvarter. Den 3. maj 2007 blev han forfremmet til kontreadmiral. Og den 11. november 2007 blev han forfremmet til viceadmiral.
Han omkom under et flystyrt den 10. april 2010, sammen med bl.a. Polens præsident Lech Kaczyński.